# Лейла Танлар
Лейла Танлар (тур. Leyla Tanlar; 13 грудня 1997, Стамбул) — турецька акторка.
В Україні Лейла Танлар отримала велику популярність після виходу серіалу «Уламки щастя».

## Біографія
Лейла Танлар народилася 13 грудня 1997 року у Стамбулі. Змалку дівчинка мріяла виступати в театрі і зніматися в кіно. Вона є випускницею Liceo Italiano di Istanbul. Станом на 2020 рік вона продовжує освіту в університеті Коч, кафедра медіа та візуальних мистецтв. Після тренінгу в Академії Бучук вона розпочала акторську кар'єру. У 2014 році зіграла роль Джансу у серіалі «Уламки щастя». Того ж року вона отримала «Найперспективнішу нагороду актора» від університету Гелісім. 

## Фільмографія
| Year      | Title                                             | Role             | Notes            |
| --------- | ------------------------------------------------- | ---------------- | ---------------- |
| 2014–2016 | Уламки щастяParamparça                            | Джансу Гюльпинар | Підтримуюча роль |
| 2018      | Мехмед: завойовник світу Mehmed: Bir Cihan Fatihi | Еслеме-хатун     | Підтримуюча роль |
| 2018      | Соколиний пагорб Şahin Tepesi                     | Деніз Акдора     | Підтримуюча роль |
| 2019      | Ферхат і Ширин Ferhat ile Şirin                   | Ширин            | Головна роль     |
| 2022      | Втеча Kaçış                                       | Неві             | Підтримуюча роль |
| 2022      | Гарні дні Güzel Günler                            | Сельма           | Головна роль     |